# لودويغ بامبيرجر
لودويغ بامبيرجر (بالألمانية: Ludwig Bamberger )‏ (و. 1823 – 1899 م) هو اقتصادي، وكاتب، ومصرفي، وثوري ألماني، ولد في ماينتس، توفي في برلين، عن عمر يناهز 76 عاماً.

## مناصب
تولى منصب عضو مجلس النواب الألماني للإمبراطورية الألمانية (9 مارس 1871–29 نوفمبر 1873)
- Member of the Customs Parliament ‏.

## التعليم
تعلم في جامعة غيسن، وجامعة هايدلبرغ، وجامعة غوتينغن.

## روابط خارجية
- لودويغ بامبيرجر على موقع الموسوعة البريطانية (الإنجليزية)